# Liberté à Brême
Pour plus de détails, voir Fiche technique et Distribution.
Liberté à Brême (Bremer Freiheit) est un téléfilm allemand réalisé par Rainer Werner Fassbinder et Dietrich Lohmann, diffusé à la télévision allemande en 1972.

## Synopsis
Au début du XIXe siècle à Brême. Une jeune femme, Geesche, est tyrannisée par son mari, Miltenberger...

## Fiche technique
- Titre français : Liberté à Brême
- Titre original : Bremer Freiheit
- Réalisation : Rainer Werner Fassbinder
- Scénario : Rainer Werner Fassbinder et Dietrich Lohmann
- Assistant de réalisation : Fritz Müller-Scherz
- Rédaction : Karlhanz Reuss
- Caméra : Dietrich Lohmann, Hans Schugg, Peter Weyrich
- Montage : Friedrich Niquet, Monica Solzbacher
- Décors : Kurt Raab
- Pays d'origine : Allemagne
- Production : Telefilm Saar (pour la S.R.)
- Tournage : 9 jours en septembre 1972, en studio à Sarrebruck
- Durée : 87 minutes
- Date de diffusion : 27 décembre 1972

## Distribution
- Margit Carstensen : Geesche
- Ulli Lommel : Miltenberger
- Wolfgang Schenck : Gottfried
- Walter Sedlmayr : le prêtre
- Wolfgang Kieling : Timm
- Rudolf Waldemar Brem : le cousin Bohm
- Kurt Raab : Zimmermann
- Fritz Schediwy : Johann
- Hanna Schygulla : Luise Maurer
- Rainer Werner Fassbinder : Rumpf
- Lilo Pempeit : la mère